# رود اگی
رود اگی (به لاتین: Agi River) یک رود در ژاپن است که 	۱۶٫۹ کیلومتر طول دارد.